# Carl Weis
Carl Mettus Weis (født 9. april 1809 i Aarhus, død 18. januar 1872 i Valby) var en dansk embedsmand. Han var søn af distriktslæge Ernst Peter Weis (født 25. februar 1776 , død 17. februar 1845) og Marie Kirstine Bolette, født Marcussen (døbt 8. september 1786, død i maj 1821) samt far til A.P. Weis. 
Weis blev 1826 student fra Aarhus Katedralskole, 1831 juridisk kandidat, 1834 volontær og 1839 kancellist i Danske Kancelli samt auditør i hæren. Han foretog derefter indtil 1842 med offentlig understøttelse en videnskabelig udenlandsrejse, udnævntes 1843 til fuldmægtig i kancelliet og fik samme år tilladelse til at holde retsfilosofiske forelæsninger ved universitetet. I 1845 udgav han, der allerede tidligere havde leveret retsfilosofiske bidrag til forskellige tidsskrifter, et retsfilosofisk skrift Staten og dens Individer, Indledning i Retsvidenskaben, som ved sin fremkomst satte adskillige kritiske penne i bevægelse. I 1847 blev han departementssekretær og kontorchef i kancelliets 1. departement og ved kollegiernes omdannelse i 1848 chef for Kultusministeriets 1. departement, hvilken stilling han beklædte til sin død. 1853-59 fungerede 
han tillige som departementschef for kunstanstalternes anliggender, ligesom han 1853 blev medlem af og 1854 sekretær i kommissionen til kirkeforfatningens ordning. Han var 1849 bleven justitsråd og 1852 etatsråd. 
28. november 1849 ægtede han Marie Angelica Schønheyder (født 20. august 1829 på Asmild Kloster, død 3. september 1875), en datter af etatsråd Frederik August Schønheyder og Maren, født Bruun. Sin store kærlighed til musik arvede han vistnok fra faderen. Denne ytrede ved sit giftermål som sit højeste ønske: at få fire sønner, der kunde danne en strygekvartet. Ønsket gik i opfyldelse, og Carl Weis blev primarius i kvartetten, der skal have udmærket sig ved sit fortrinlige sammenspil, ligesom han og broderen, overretsassessor Ernst Weis, udmærket violonceldilettant (død 1873), var blandt stifterne og de ledende ånder i Musikforeningens første periode. Sin fritid anvendte Weis til både praktisk og teoretisk at studere strygeinstrumenternes natur og væsen. Frugten heraf blev dels en mængde gode violiner, han selv byggede og ombyggede, dels et lille skrift Om Violiner og deres Bygning (1861), tilegnet hans afdøde venner koncertmester Frederik Thorkildsen Wexschall og den bekendte musiklærde bibliotekar Siegfried Wilhelm Dehn i Berlin.